# 罗灵丘陵 (加利福尼亚州)
罗灵丘陵（英語：Rolling Hills），是美国加利福尼亚州洛杉矶县下属的一座城市。建市于1957年1月24日，面积大约为2.99平方英里（7.7平方公里）。根据2010年美国人口普查，该市有人口1,860人。